# Take the Power Back
«Take the Power Back» es una canción de Rage Against the Machine, perteneciente a su álbum debut homónimo (lanzado el 3 de noviembre de 1992). Es la tercera canción de dicho álbum. Fue escrita por Zack de la Rocha. La canción original aparecía en la maqueta debut la banda del año 1991, y fue regrabada para el álbum homónimo del grupo.
Esta pista también se puede ver en el álbum en directo de 1998 titulado Live & Rare y en el sencillo Freedom.